# Scorpaena stephanica
Scorpaena stephanica är en fiskart som beskrevs av Cadenat, 1943. Scorpaena stephanica ingår i släktet Scorpaena och familjen Scorpaenidae. Inga underarter finns listade i Catalogue of Life.